# Ascoux
Ascoux é uma comuna francesa na região administrativa do Centro, no departamento Loiret. Estende-se por uma área de 6,75 km². Em 2010 a comuna tinha 1 172 habitantes (densidade: 173,6 hab./km²).